# Petite citadine

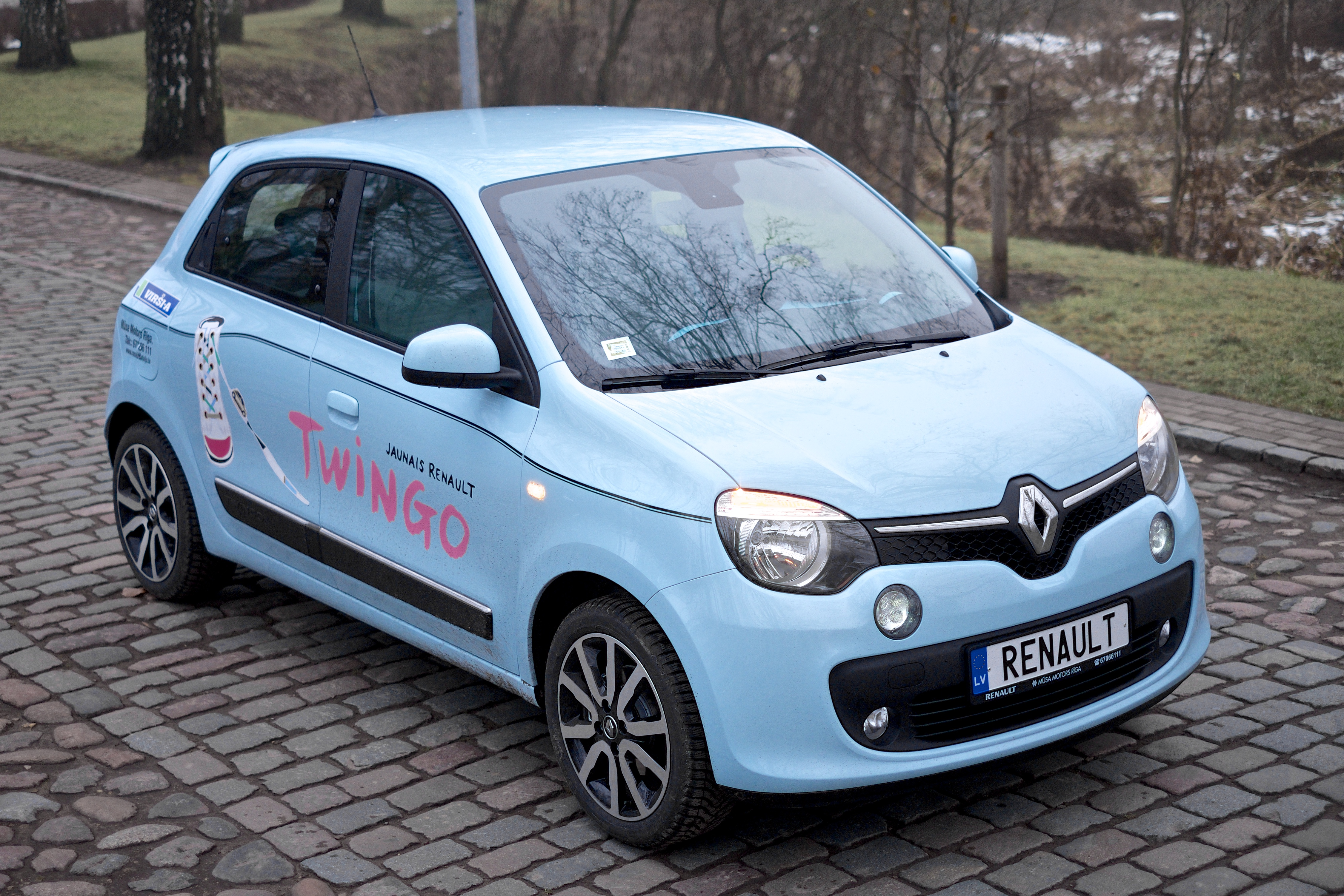
Renault Twingo de 2014.

Une petite citadine est une automobile du segment A. Ces voitures d'entrée de gamme, plus courtes que les citadines polyvalentes, sont adaptées aux déplacements de proximité (utilisée quand-même aussi pour des voyages), principalement en milieu urbain et sont très faciles à garer. Ces véhicules ont une consommation très basse.
Au Japon, les voitures légères ou keijidōsha (également appelées k-cars), une catégorie de voitures répondant à des critères réglementaires, sont principalement utilisées dans les campagnes. Elles ne sont pas directement assimilables au segment A.

## Modèles

### Anciennes petites citadines
La taille moyenne des petites citadines est de l'ordre de 3,50 m. Certaines sont proposées en version 3 ou 5 portes.

Petites citadines
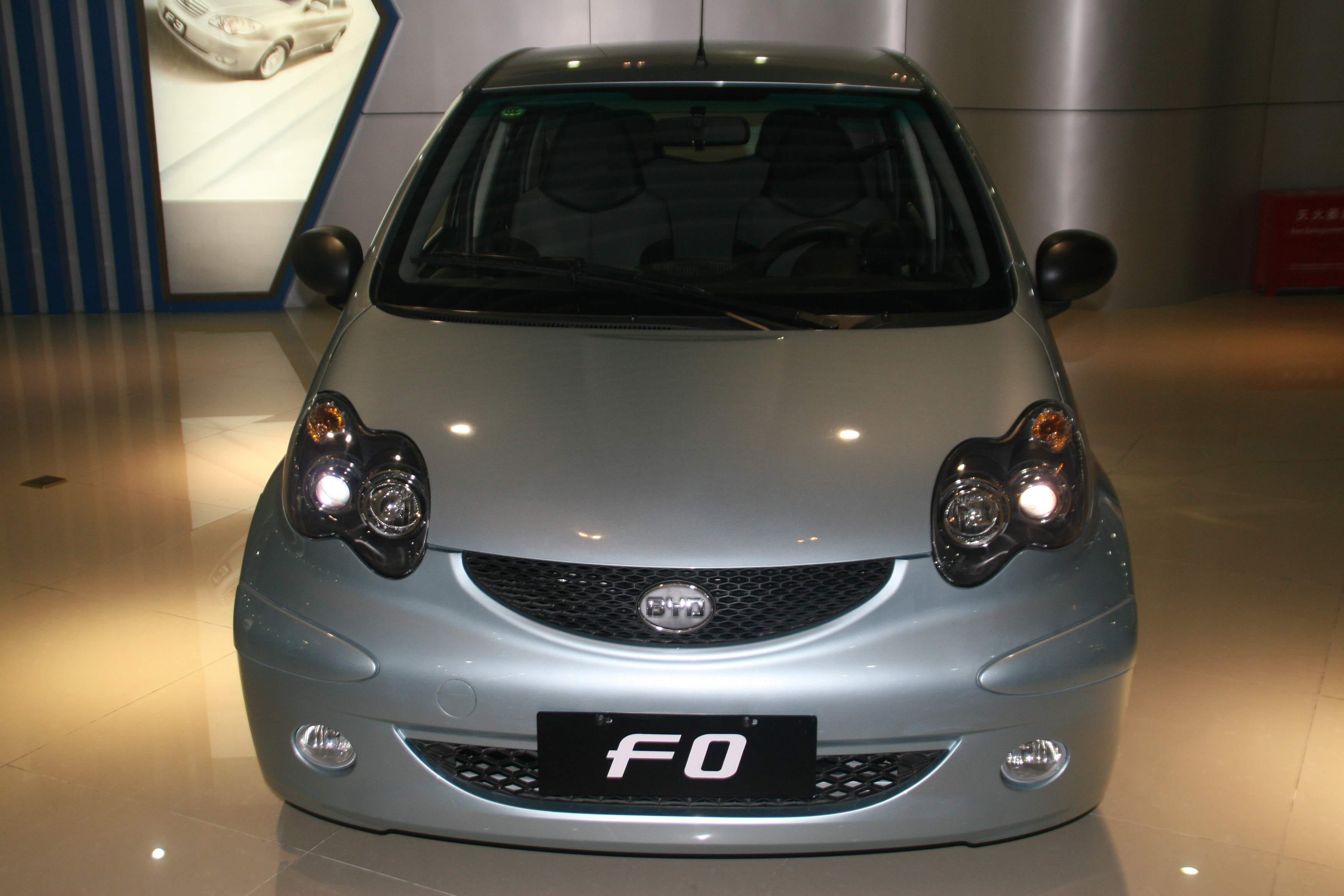
BYD F0
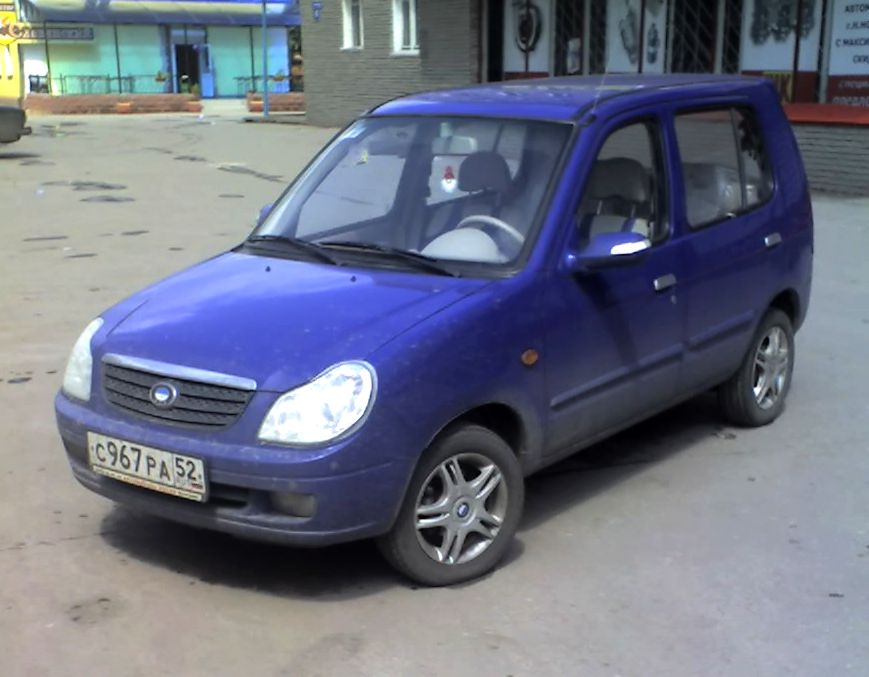
BYD Flyer
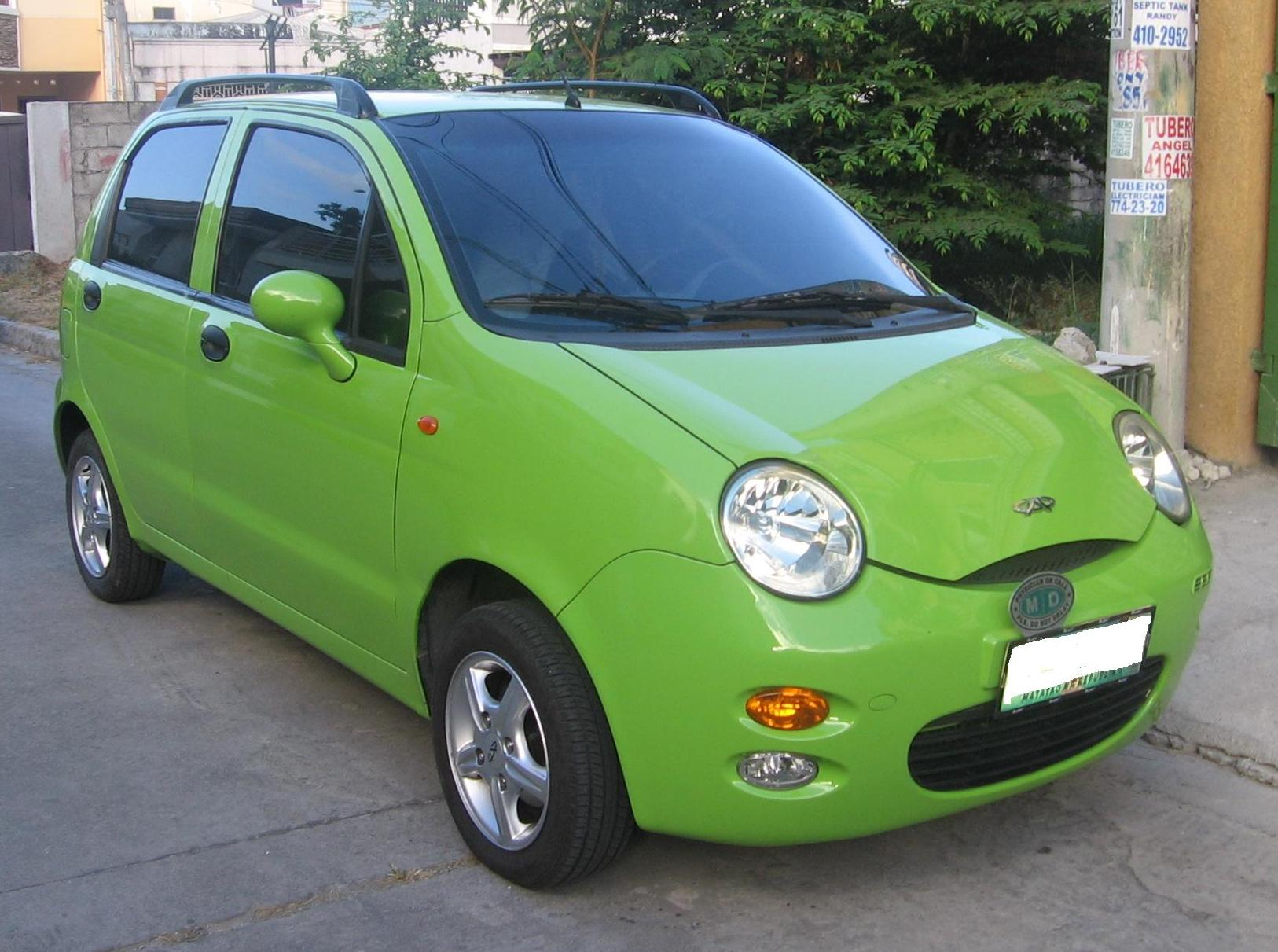
Chery QQ
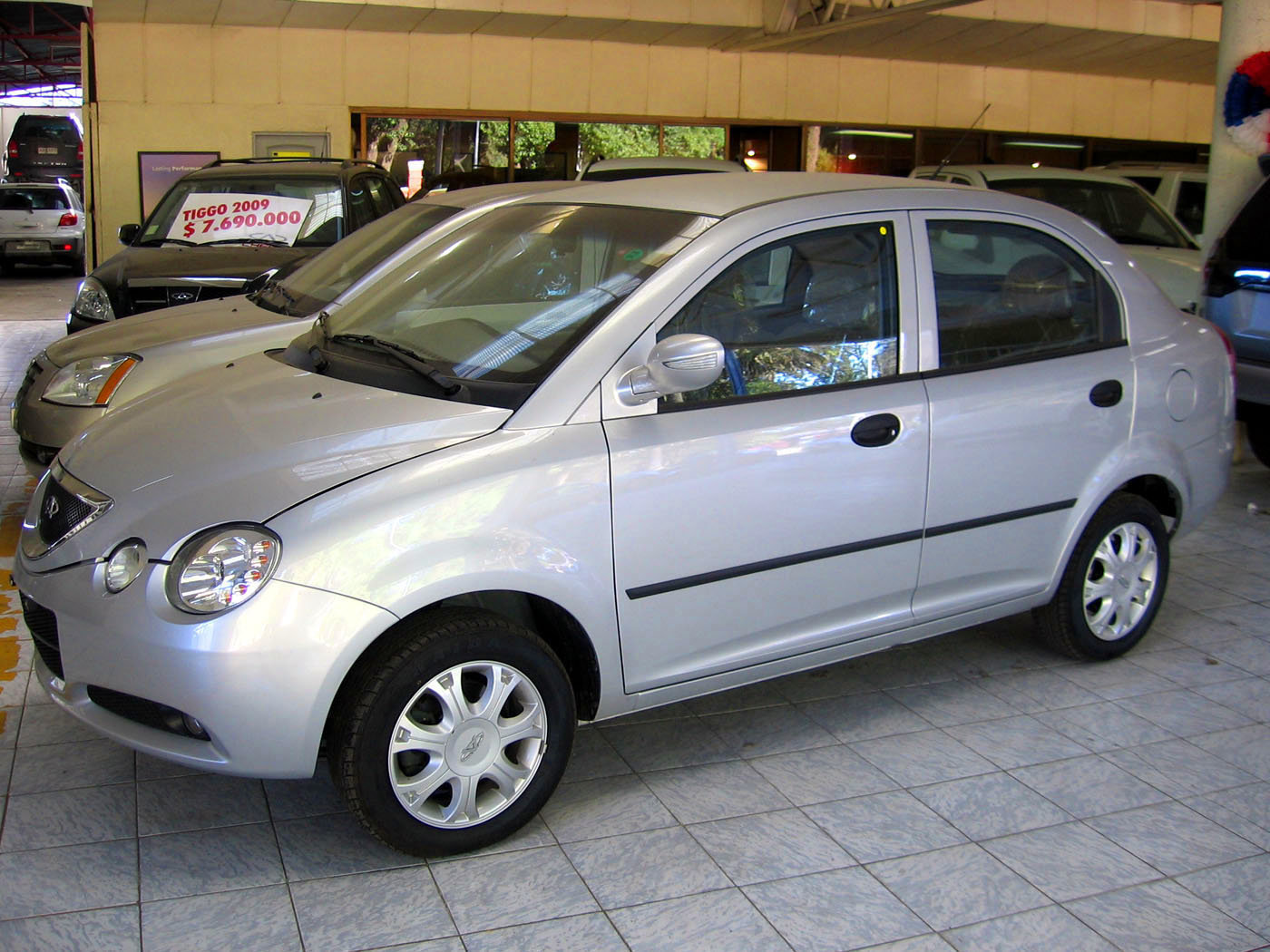
Chery Jaggi
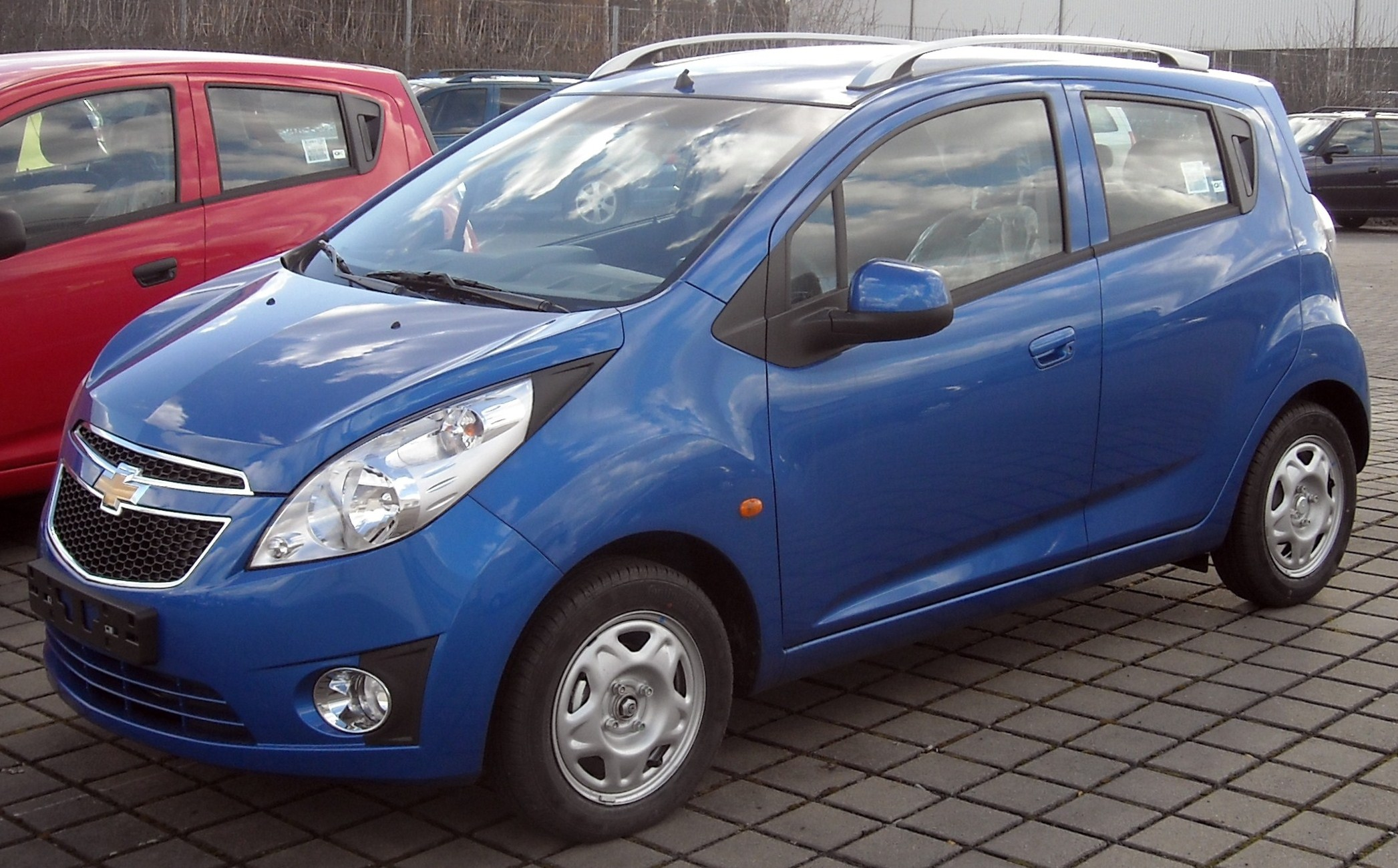
Chevrolet Matiz
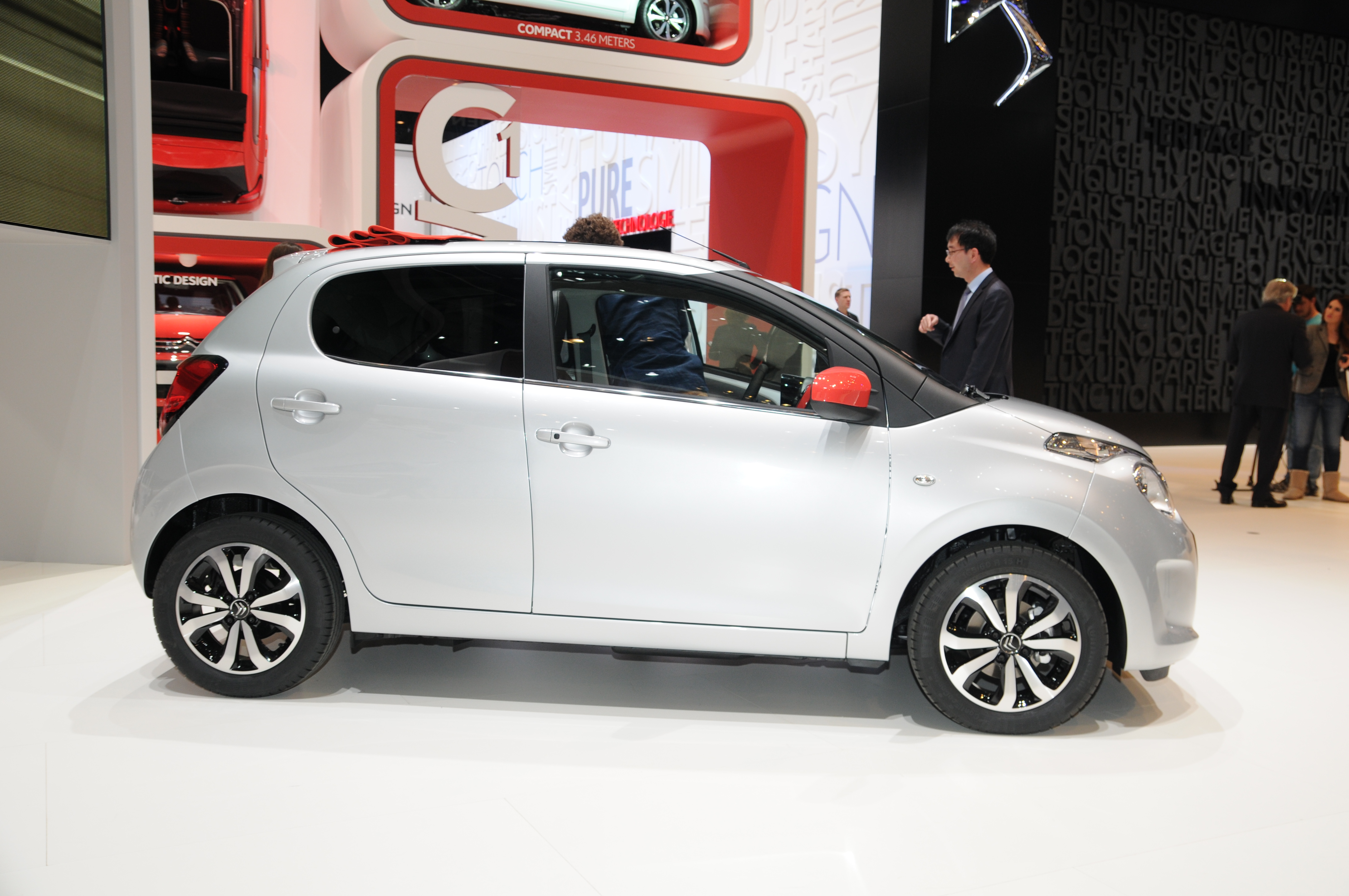
Citroën C1
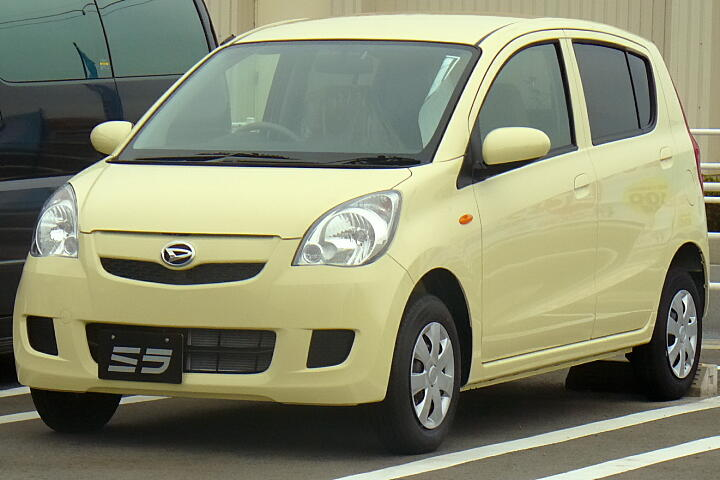
Daihatsu Cuore
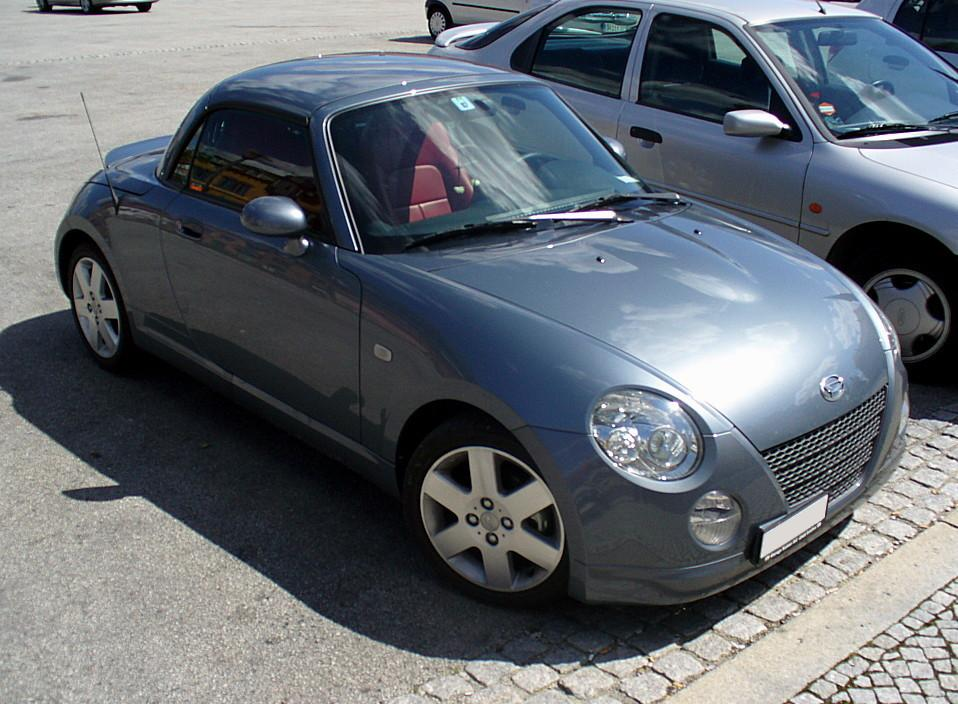
Daihatsu Copen
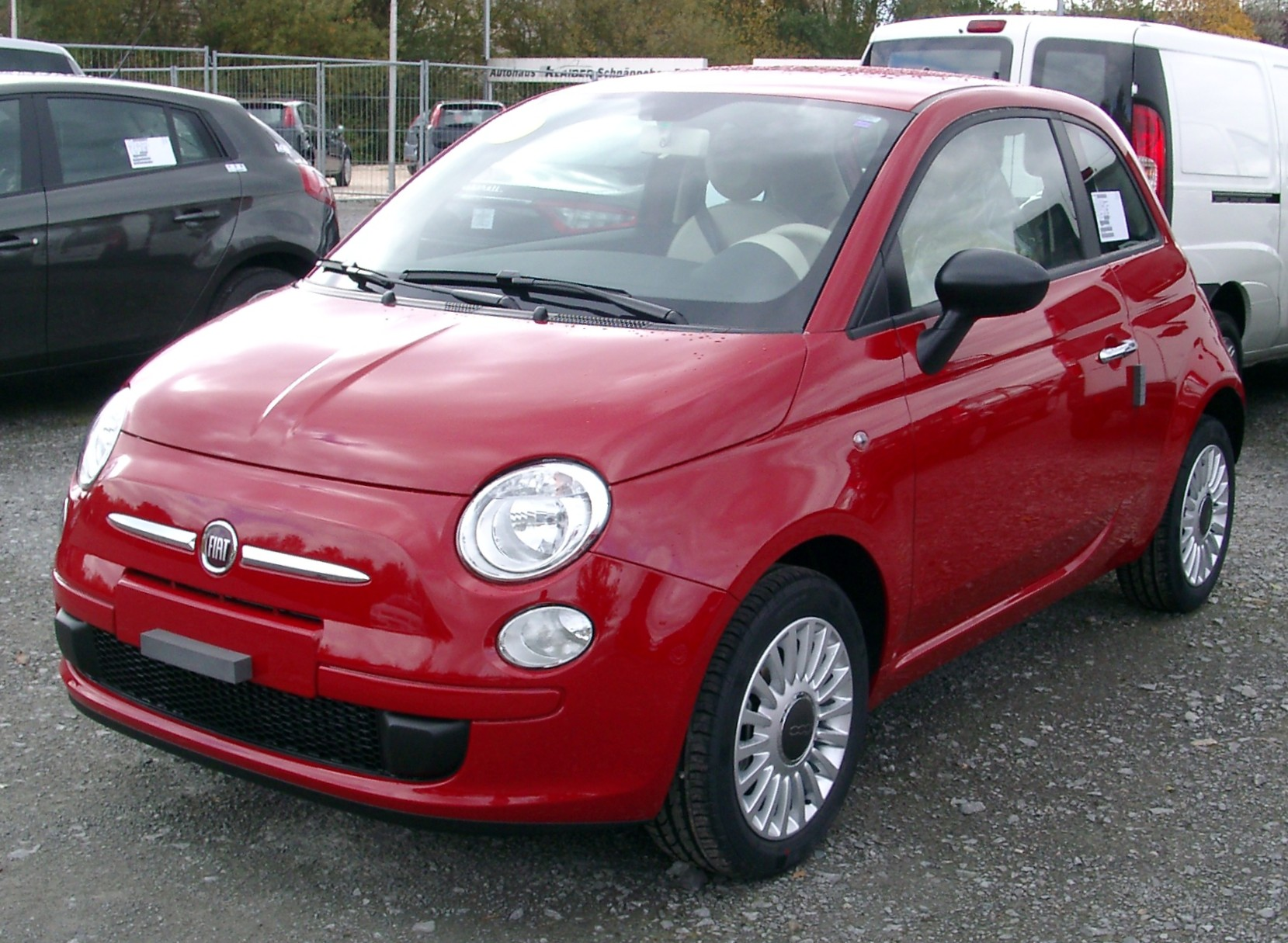
Fiat 500
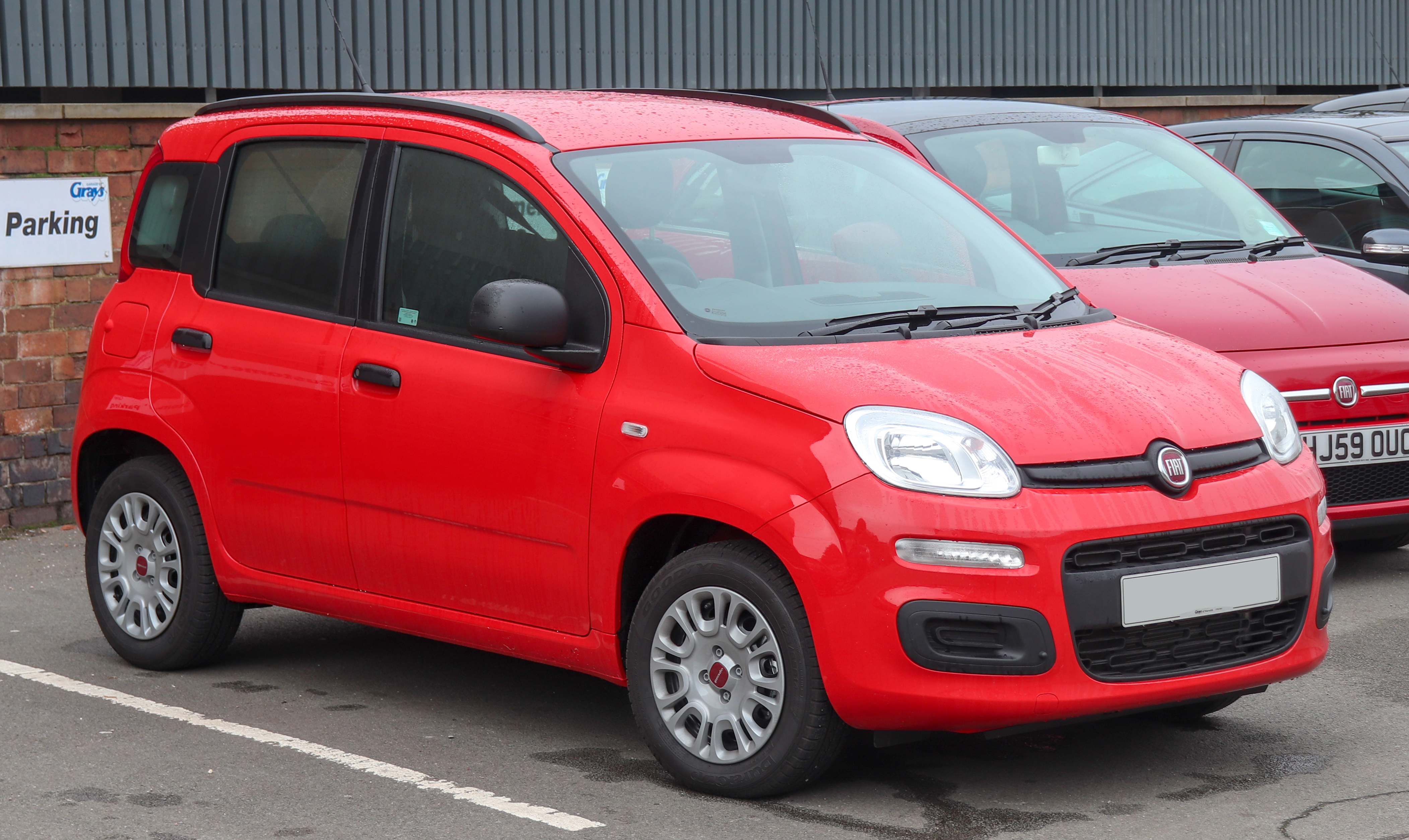
Fiat Panda
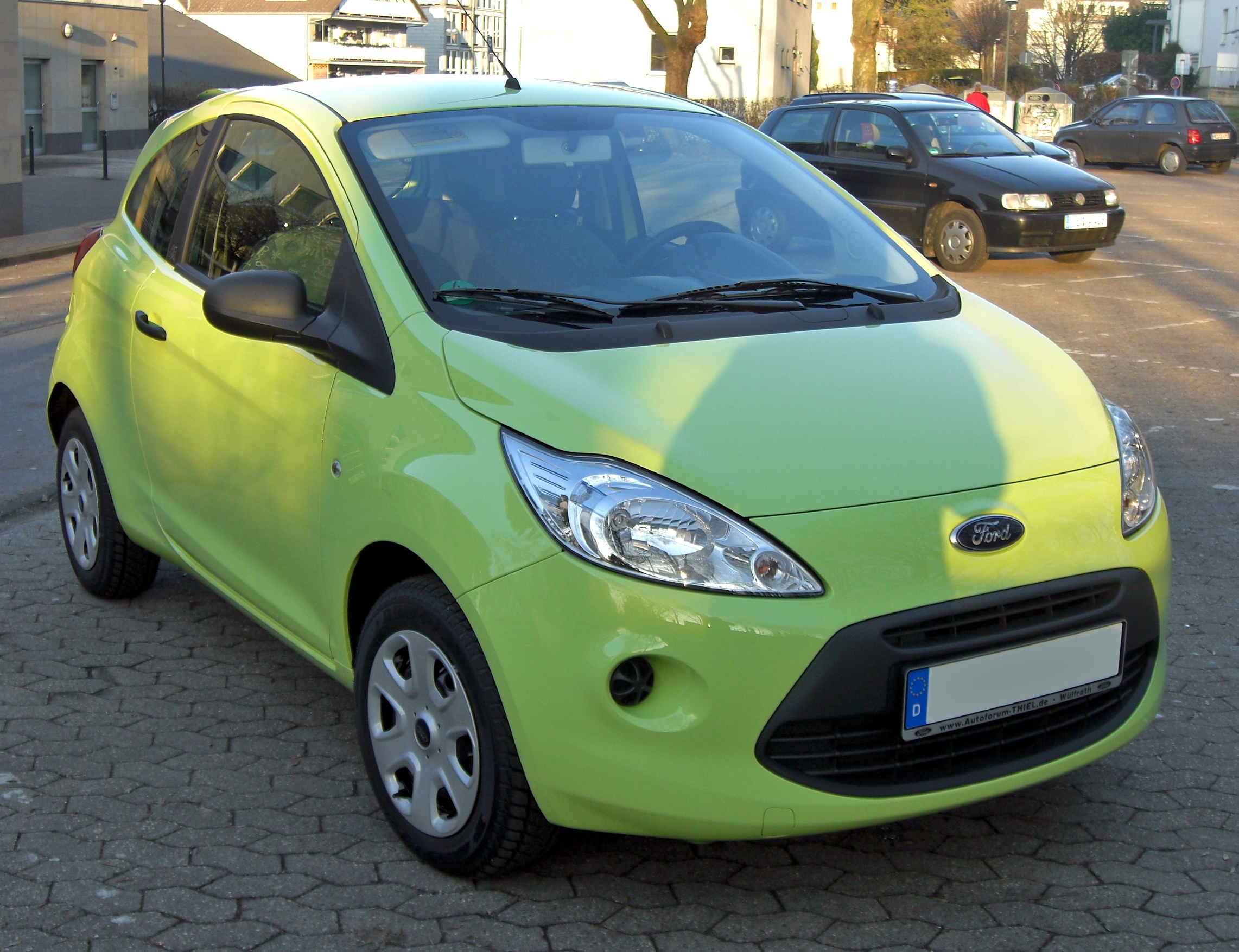
Ford Ka
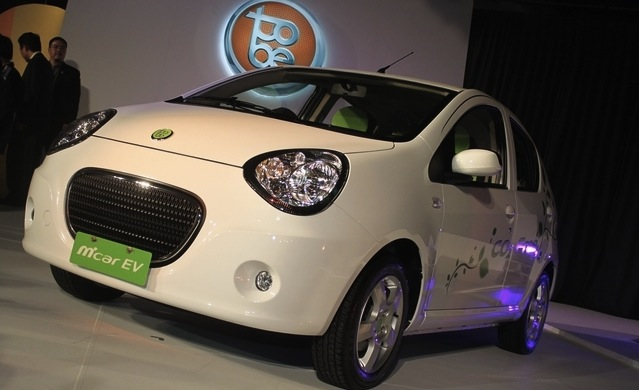
Geely Panda
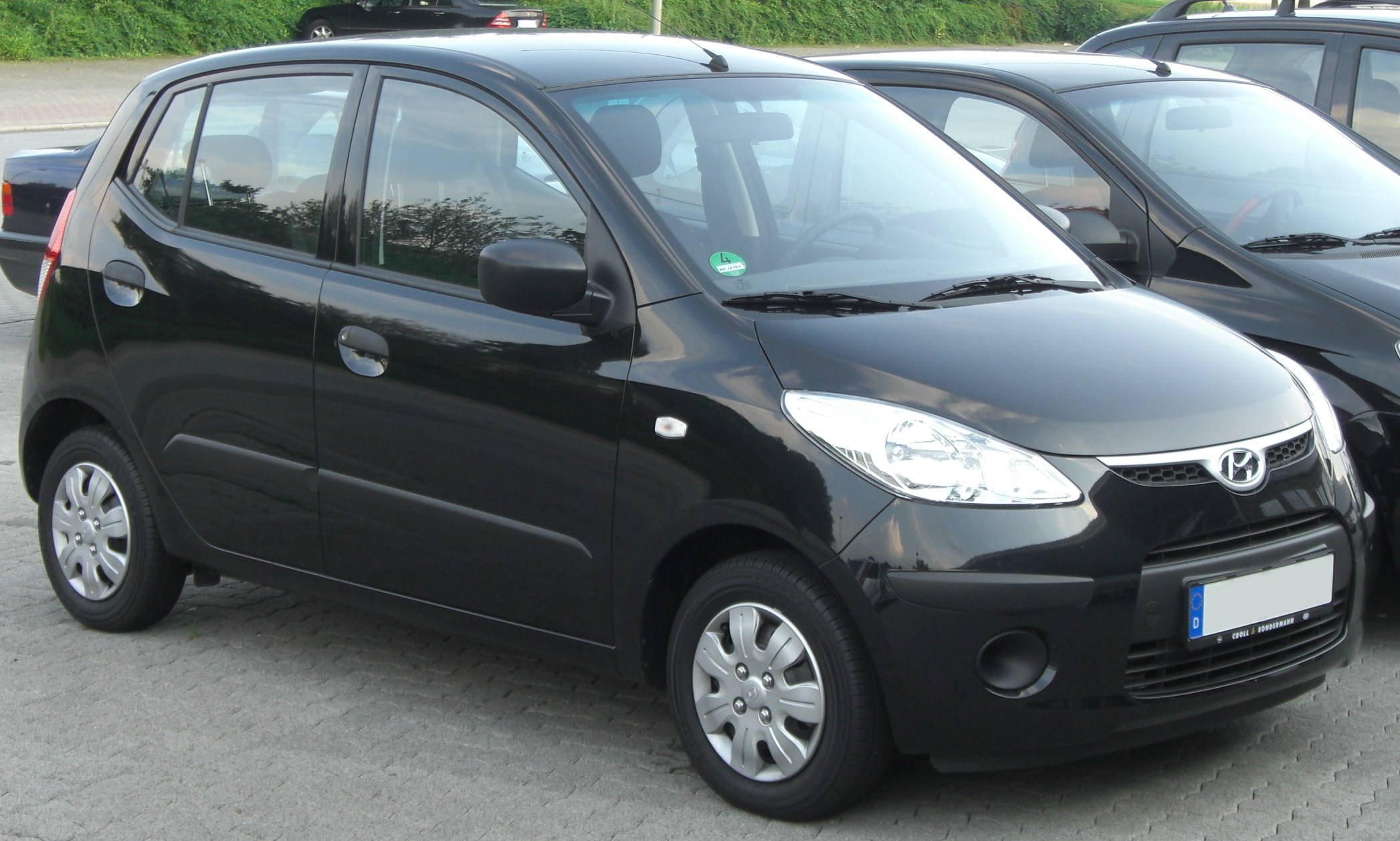
Hyundai i10
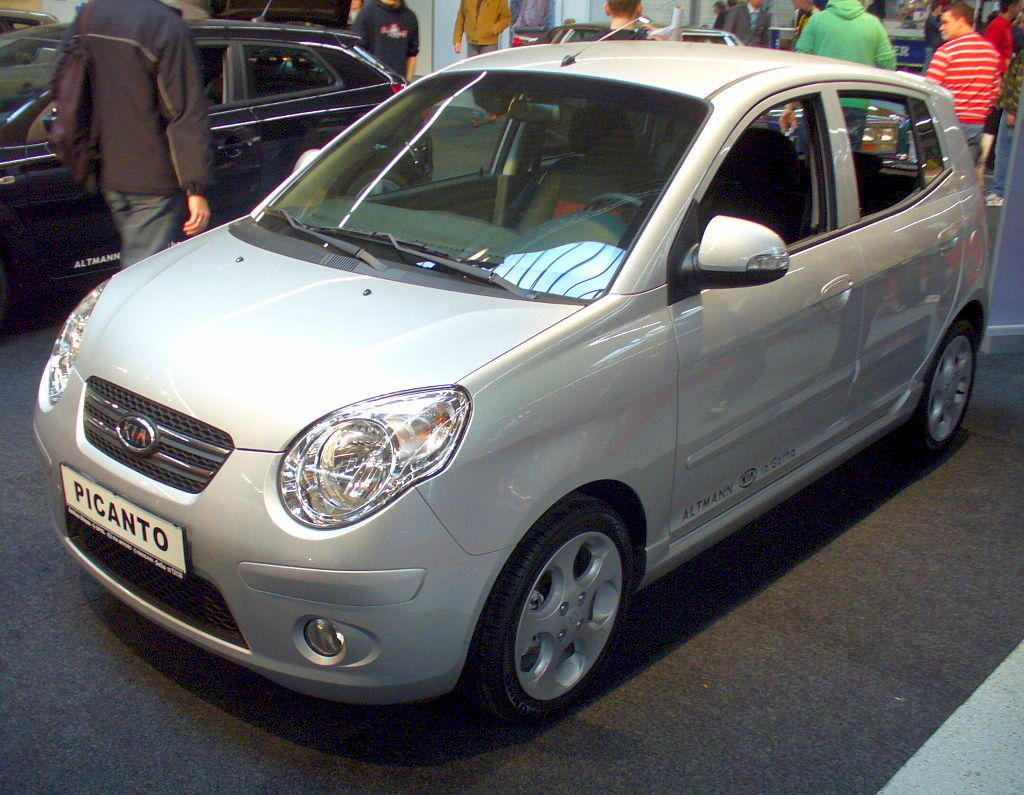
Kia Picanto
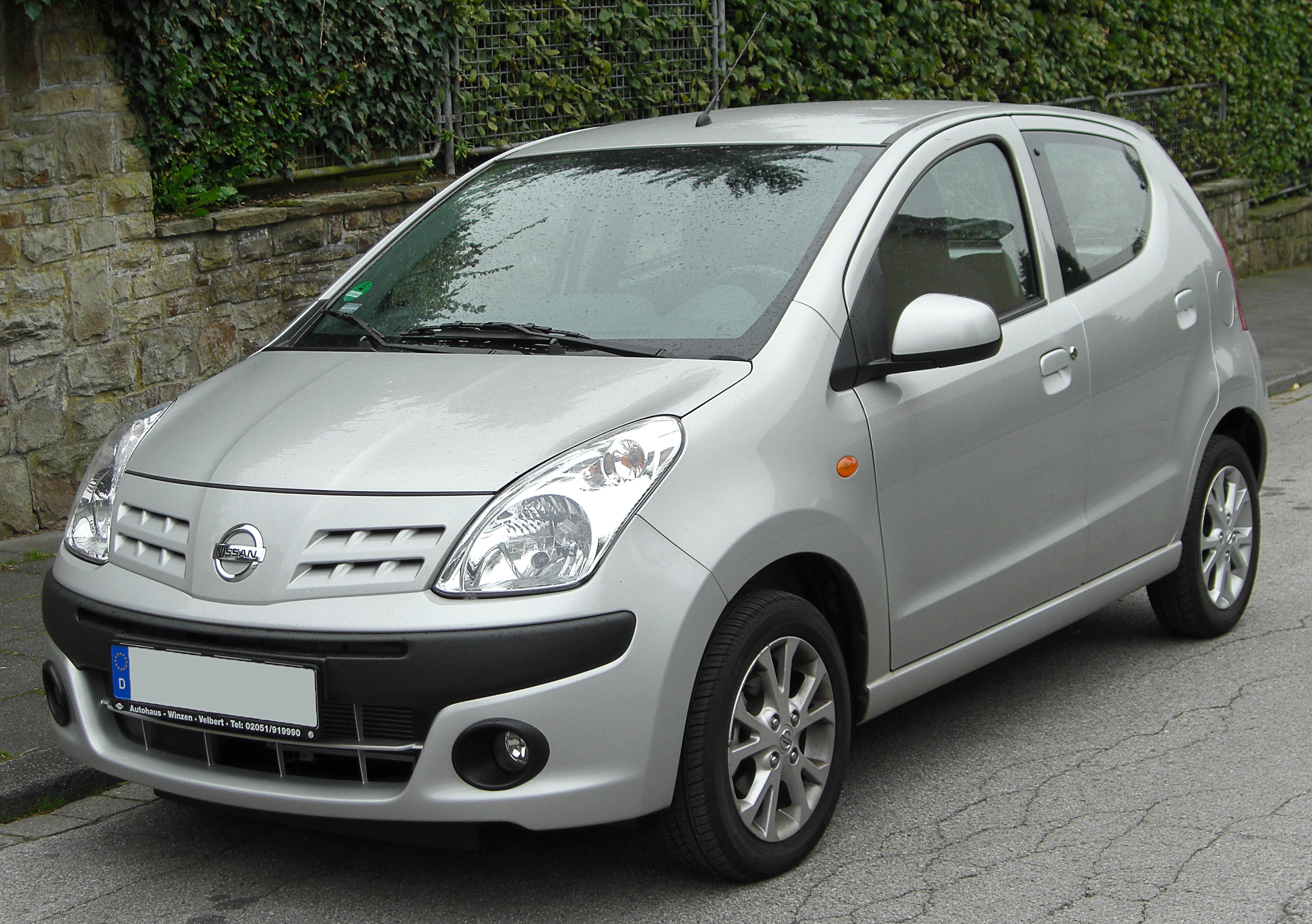
Nissan Pixo
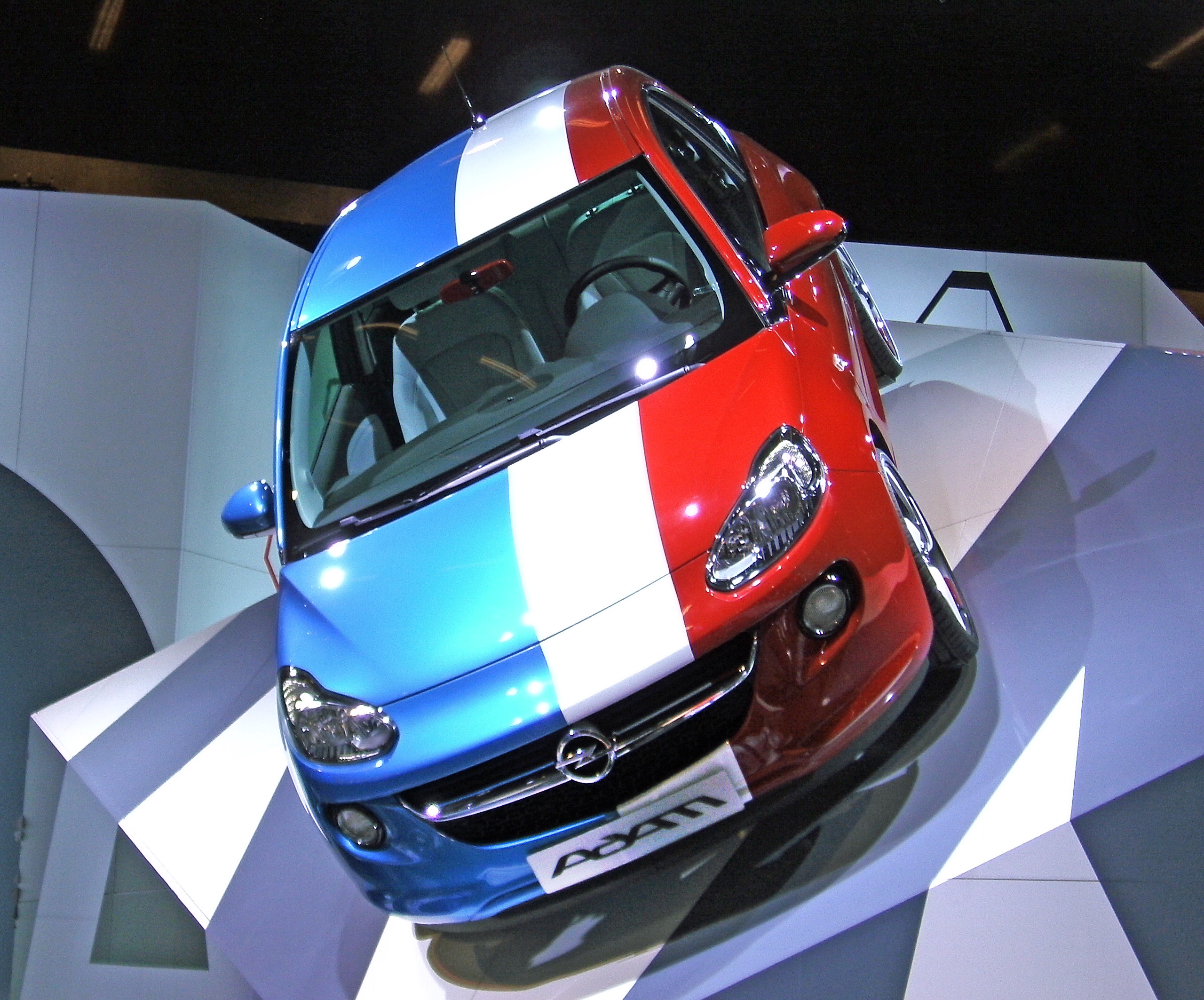
Opel Adam
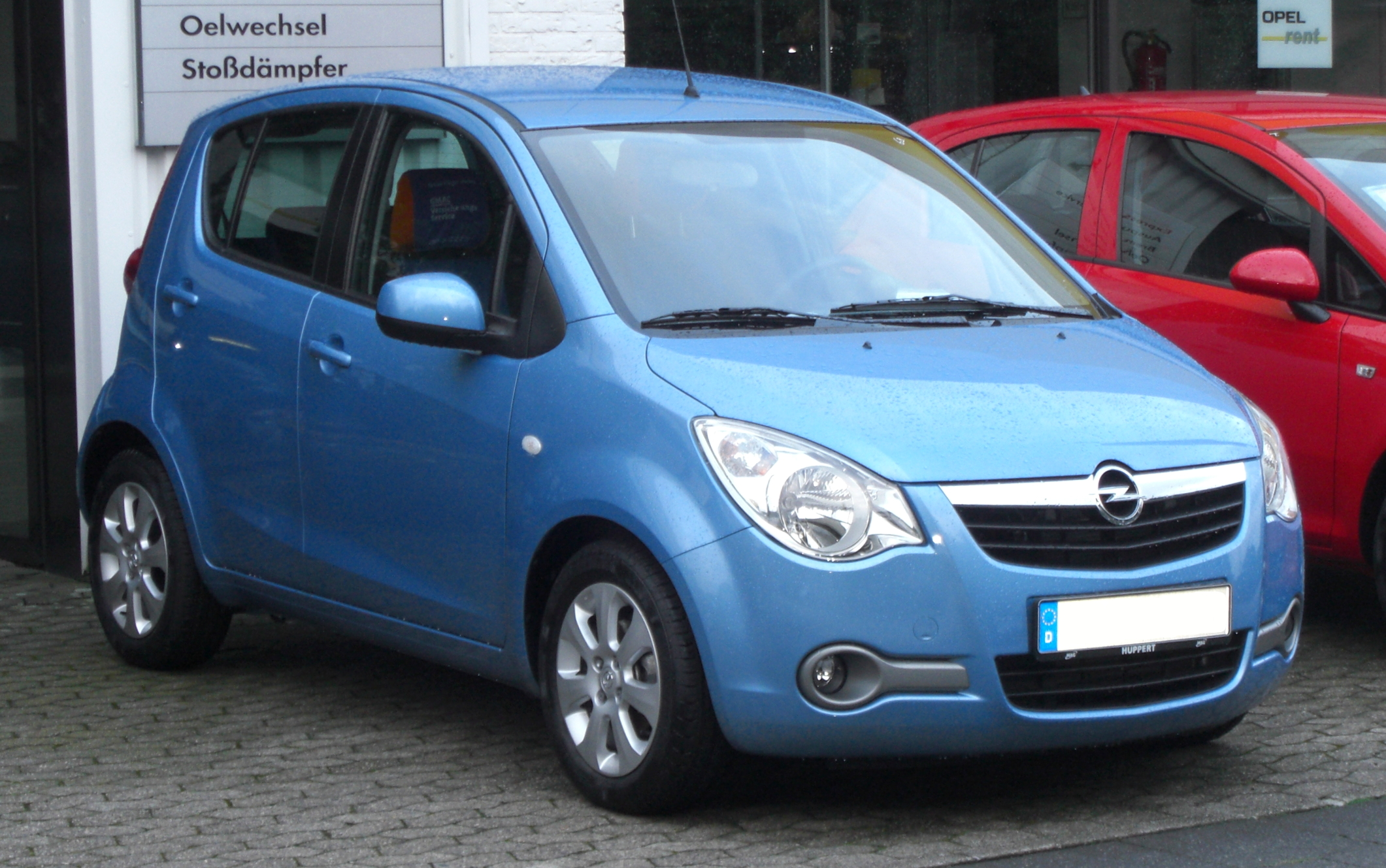
Opel Agila
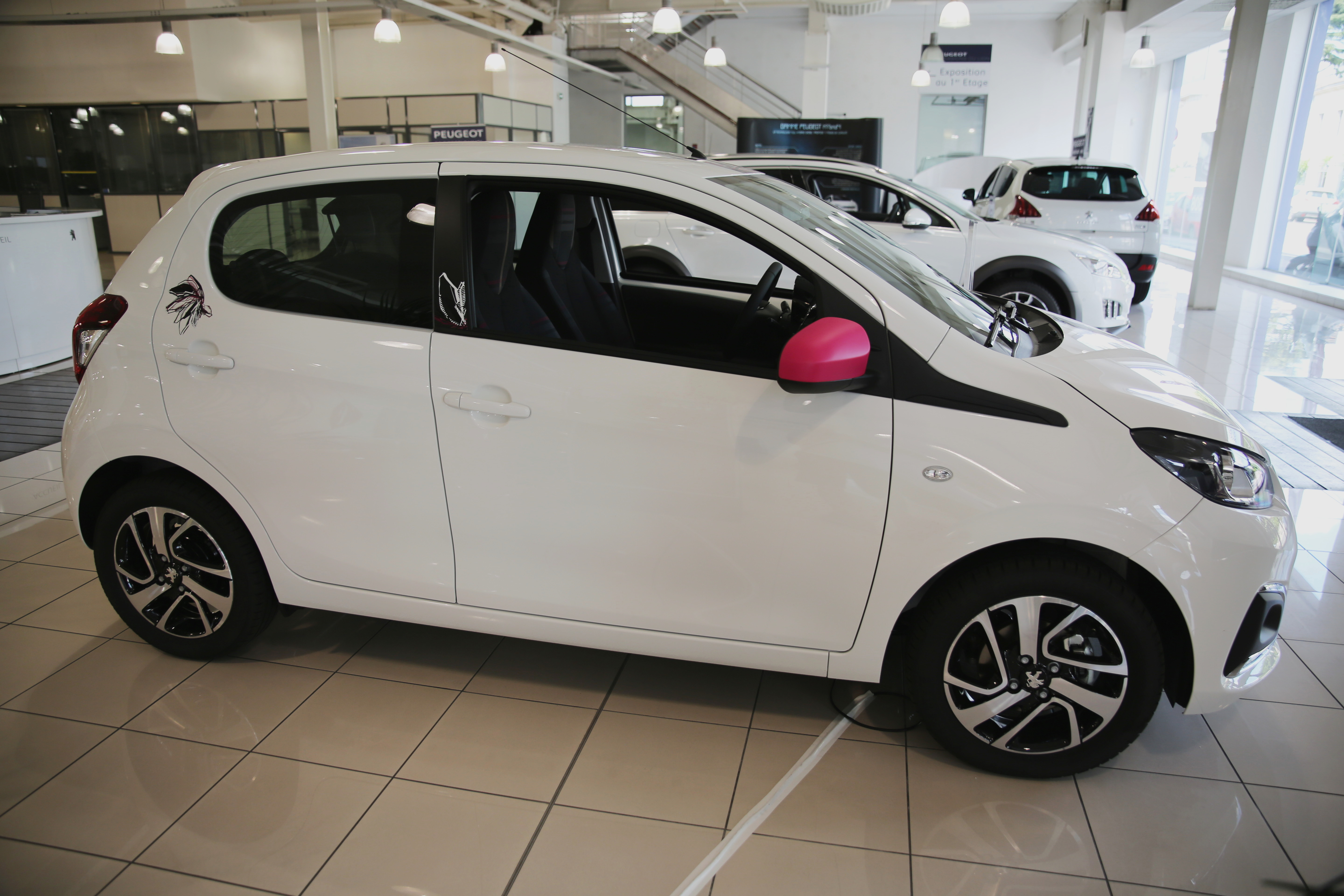
Peugeot 108
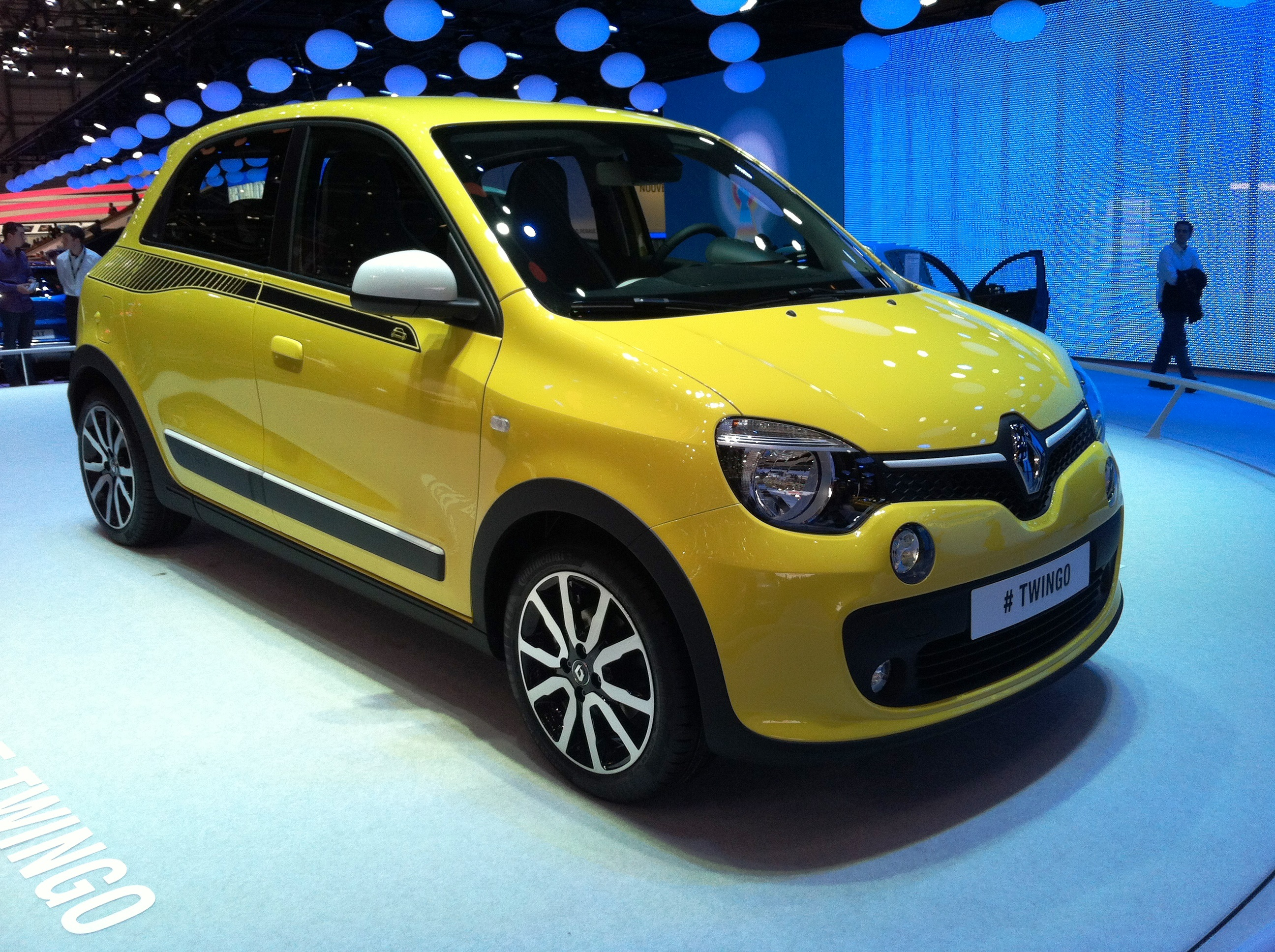
Renault Twingo III
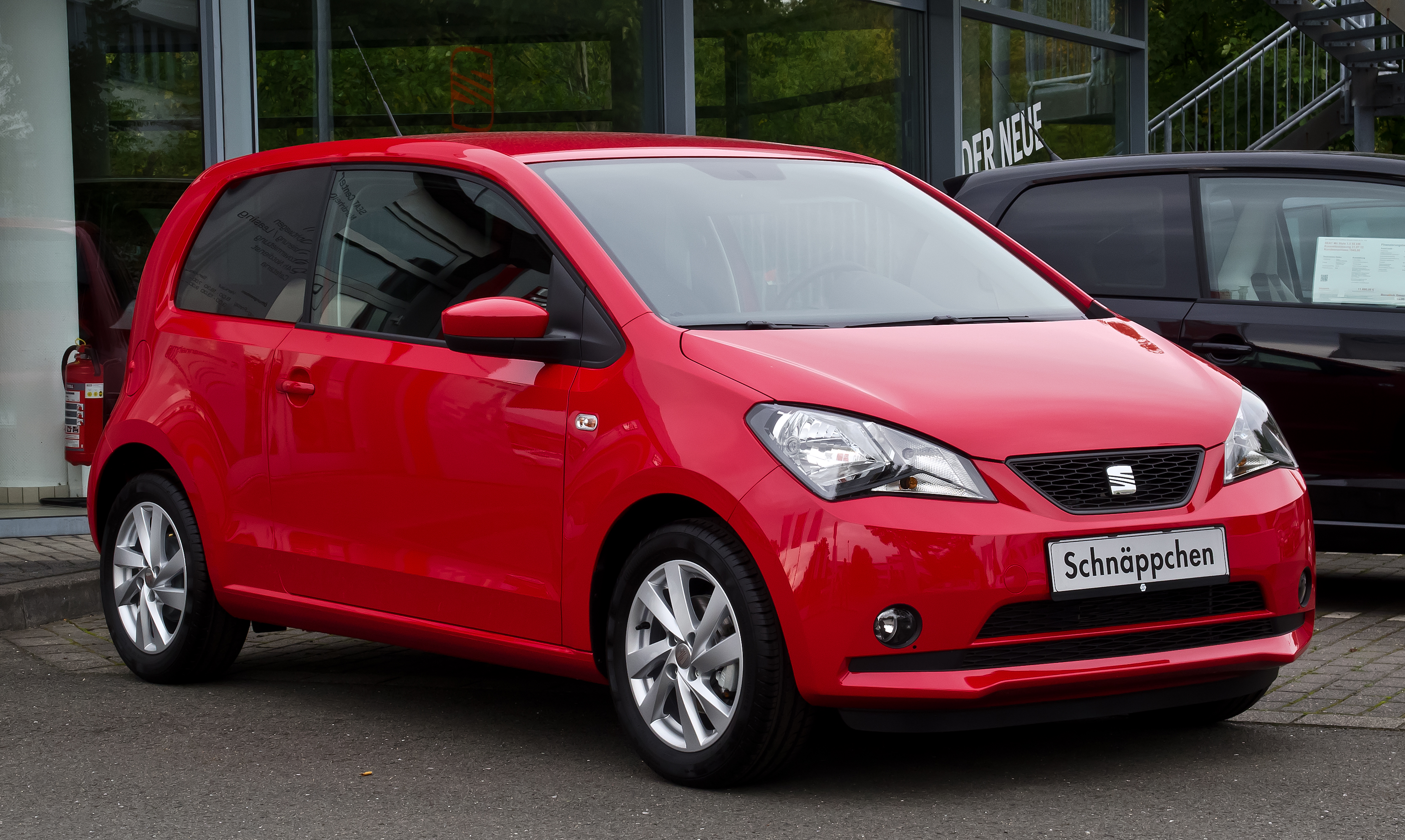
Seat Mii
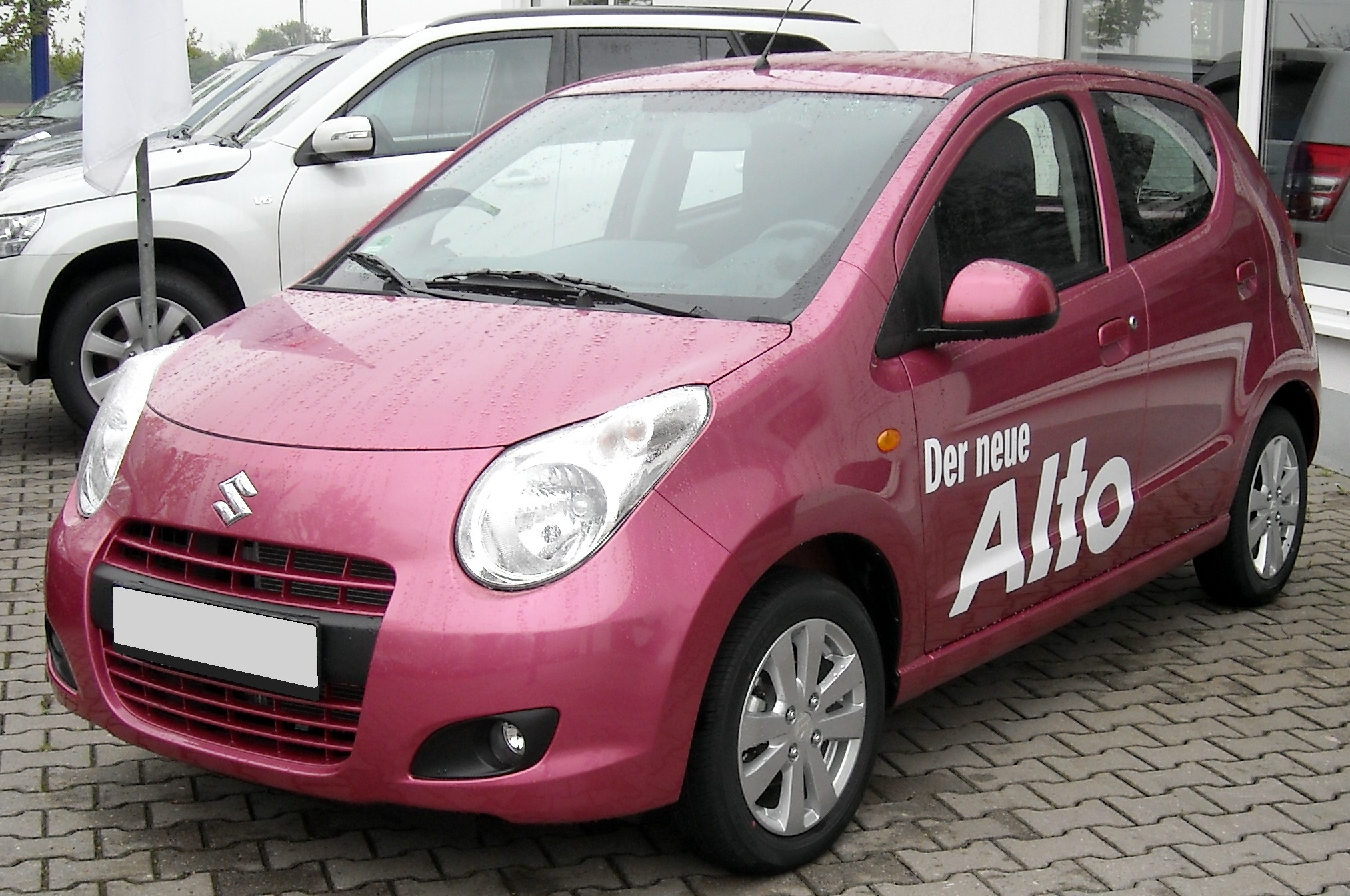
Suzuki Alto
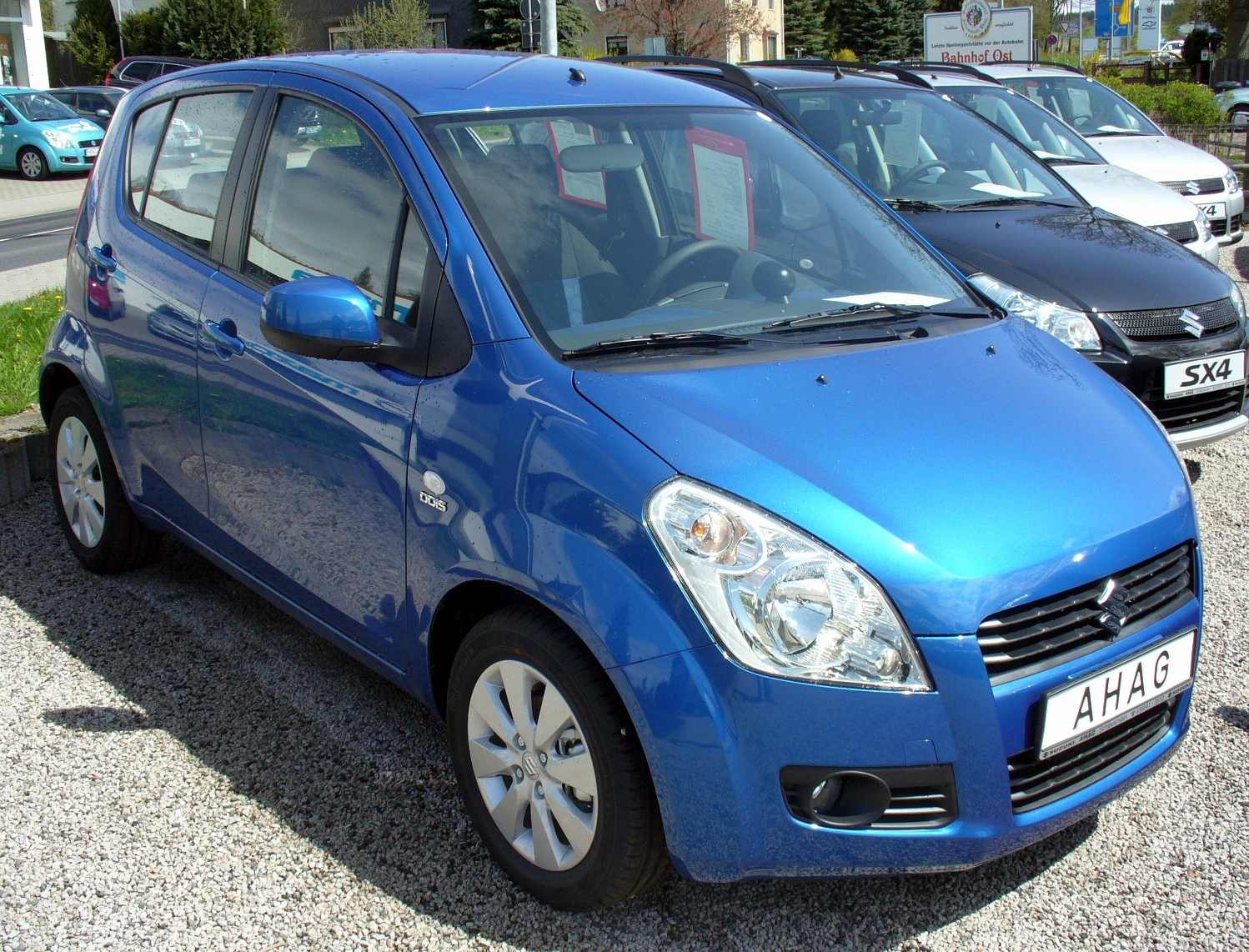
Suzuki Splash
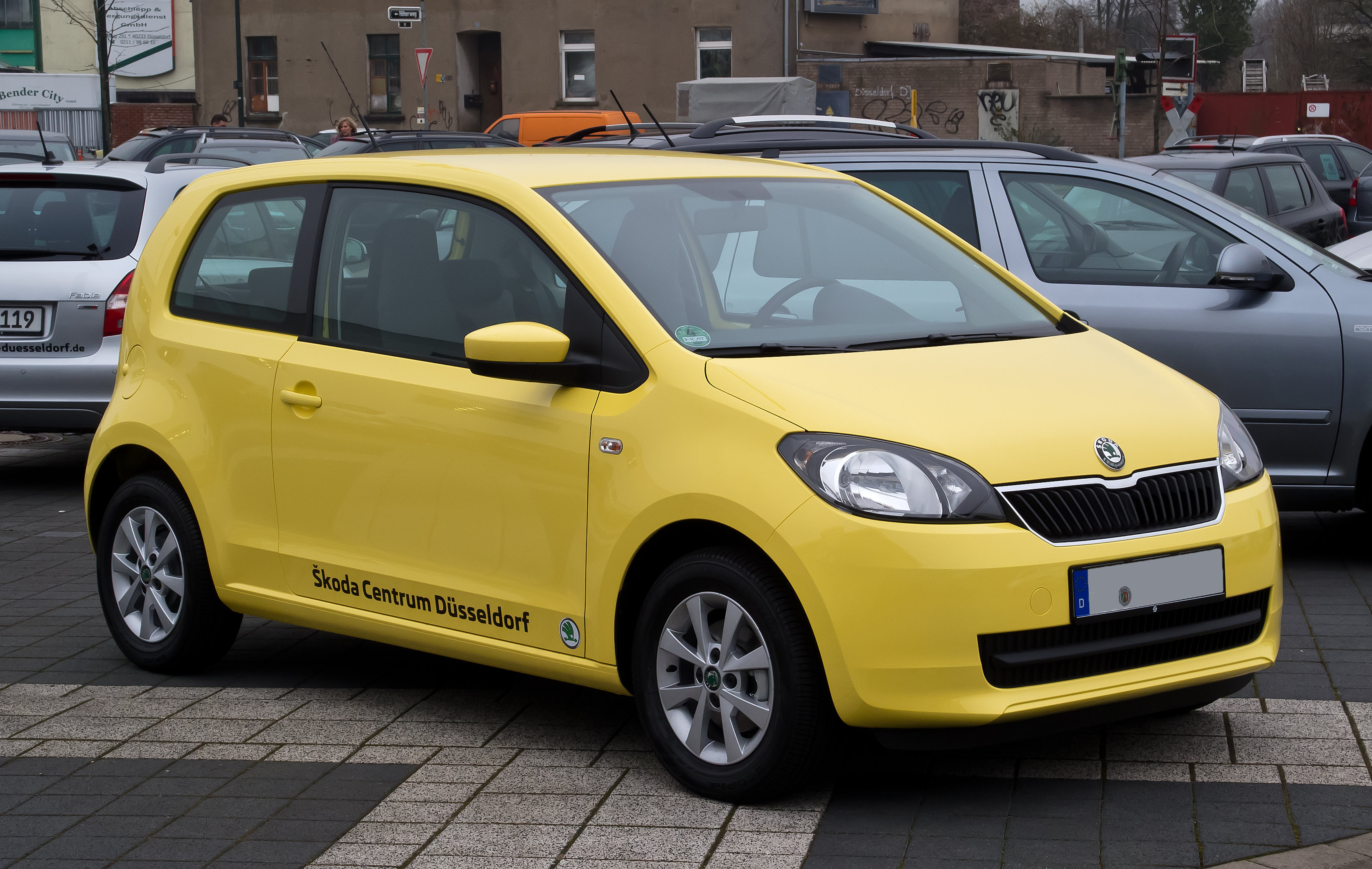
Škoda Citigo
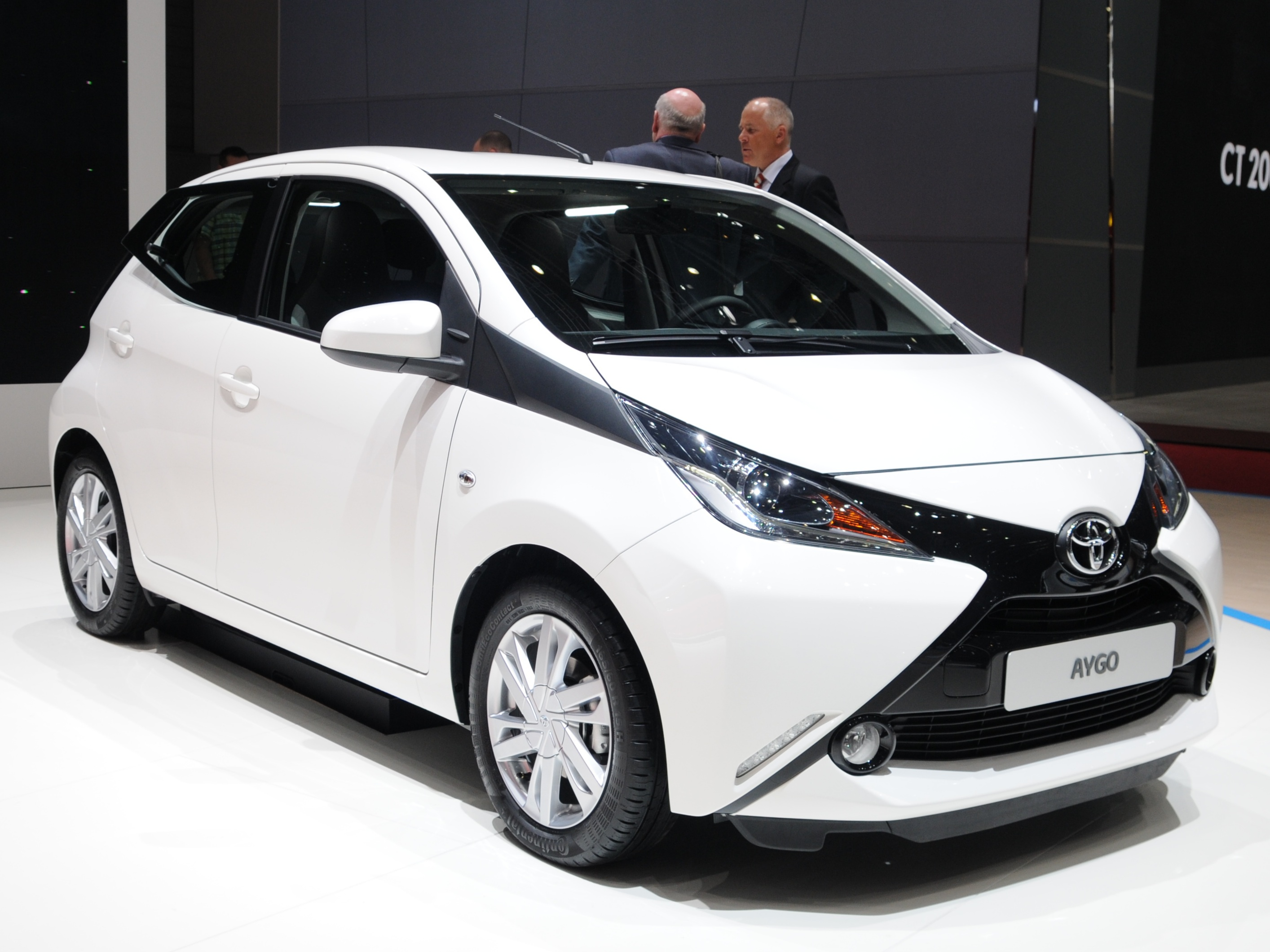
Toyota Aygo
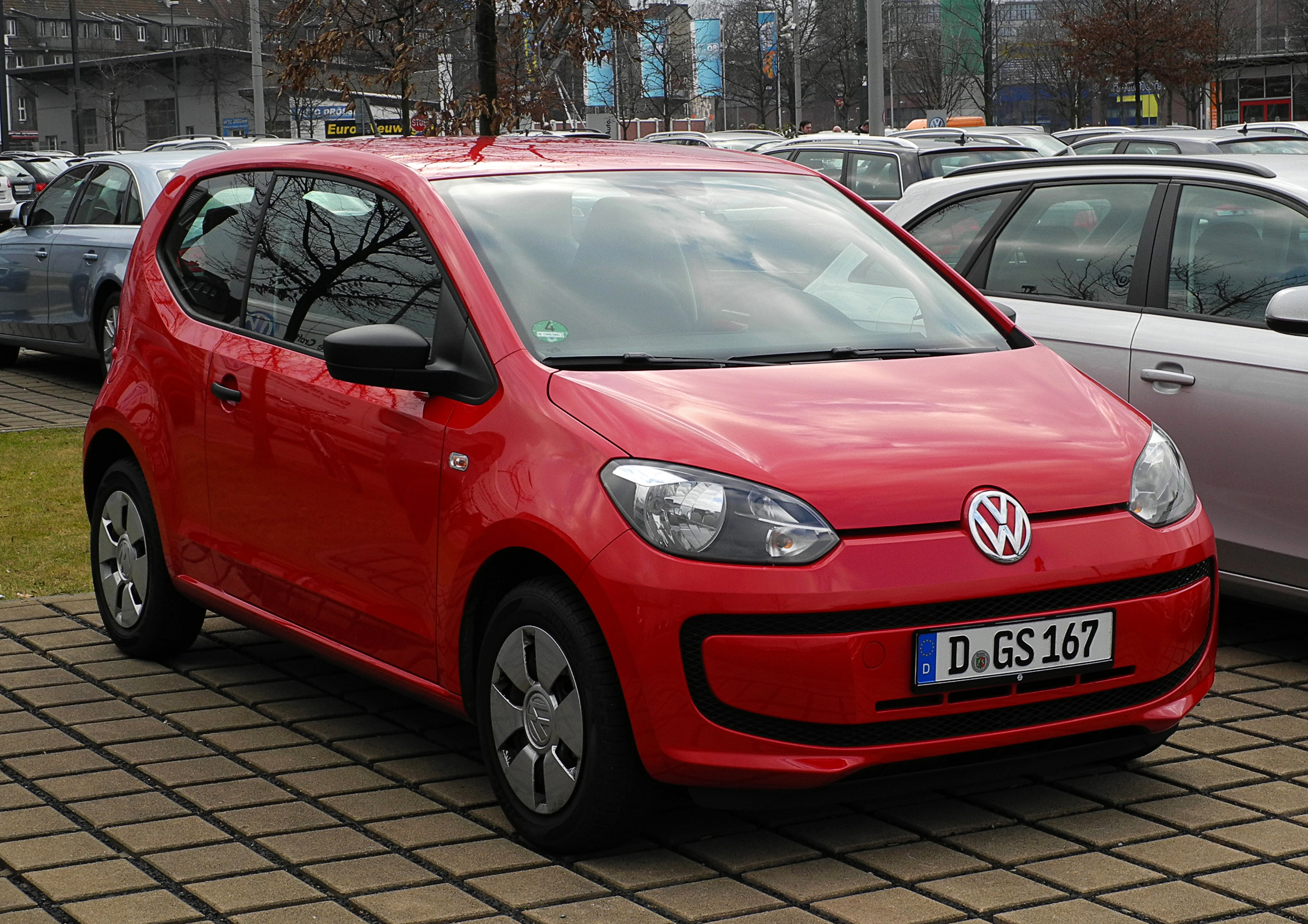
Volkswagen up!

## Dimensions
| Pour des raisons techniques, il est temporairement impossible d'afficher le graphique qui aurait dû être présenté ici. |
| Source : fiches-auto.fr.                                                                                               |